# 剛性

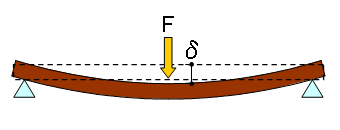

剛性（ごうせい、英: stiffness）とは、曲げやねじりの力に対する、寸法変化（変形）のしづらさの度合いのこと。力に対して変形が小さい時は剛性が高い（大きい）、変形が大きい時は剛性が低い（小さい）という。工学的には単位変形を起こすのに必要な力（荷重／変形量）で表され、フックの法則におけるばね定数も剛性の一種である。剛性とは逆の変形のしやすさの度合い（変形量／荷重）は柔性（じゅうせい）と呼ばれる。

## 概要
金属、木材など、一定の厚みのある材料については、一般に剛性という言葉が使われるが、シート、紙、フィルムなど薄い材料では、英語のスティフネス（stiffness）、腰、強さ（こわさ）などの言い方も用いられる。
材質の面からいえば、ヤング率や剛性率などの弾性率の大きい材料を使うことによって剛性は高くなる。同じ材質であれば、板厚を厚くしたり、H形や管などの断面性能の大きな断面とすることで剛性は高くなる。また、自動車におけるプレス加工のように、平板にリブ状の凹凸をつけて断面性能を上げたり、部材を立体的な曲面形状としてアーチやシェルの効果で剛性を高めることもできる。合成樹脂のフィルムでは、同じ素材を使って同じ厚さに加工しても、延伸の程度や、核剤、フィラー、分子量の高低や、添加剤の有無によっても弾性率が変わるため、剛性は変化する。

## 剛性の種類

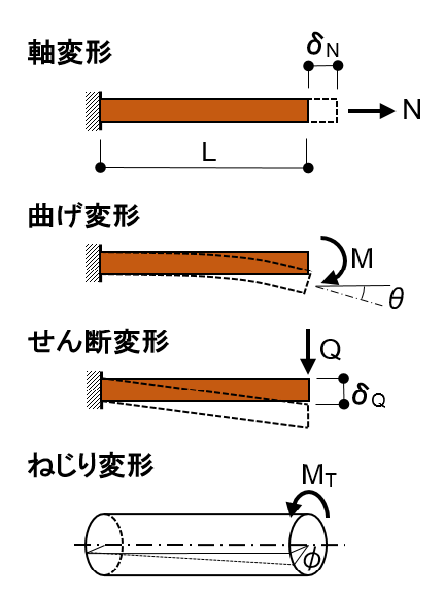
各種荷重による一端固定部材の変形

物体の変形は軸変形、曲げ変形、せん断変形、ねじり変形などに分解して考えることができ、それぞれの変形に対応して軸剛性、曲げ剛性、せん断剛性、ねじり剛性が存在する。各剛性は使用している材質の弾性率、断面積や断面二次モーメントなどの断面性能、および変形する部分の長さや形状などによって定まる。一端固定の一様断面弾性部材の剛性を下記に示す。

### 軸剛性
{\displaystyle k_{N}={\dfrac {N}{\delta _{N}}}={\dfrac {EA}{L}}}
{\displaystyle k_{N}}：軸剛性
{\displaystyle N}：軸方向力
{\displaystyle \delta _{N}}：軸方向変形
{\displaystyle E}：ヤング率
{\displaystyle A}：断面積
{\displaystyle L}：長さ

### 曲げ剛性
{\displaystyle k_{B}={\dfrac {M}{\theta }}={\dfrac {EI}{L}}}
{\displaystyle k_{B}}：曲げ剛性
{\displaystyle M}：曲げモーメント
{\displaystyle \theta }：曲げ変形角
{\displaystyle I}：断面二次モーメント

### せん断剛性
{\displaystyle k_{S}={\dfrac {Q}{\delta _{Q}}}={\dfrac {GA}{\kappa L}}}
{\displaystyle k_{S}}：せん断剛性
{\displaystyle Q}：せん断力
{\displaystyle \delta _{Q}}：せん断変形
{\displaystyle G}：剛性率
{\displaystyle \kappa }：形状係数。断面の形状で定まる値。矩形では1.2

### ねじり剛性
{\displaystyle k_{T}={\dfrac {M_{T}}{\phi }}={\dfrac {GJ}{L}}}
{\displaystyle k_{T}}：ねじり剛性
{\displaystyle M_{T}}：ねじりモーメント
{\displaystyle \phi }：ねじり変形角
{\displaystyle J}：ねじり定数。円形断面では断面二次極モーメントに等しい